# 查爾斯王子海峽
查爾斯王子海峽（英語：Prince Charles Strait），是南極洲的海峽，位於南設得蘭群島，處於康沃利斯島和象島之間，寬9公里，以英國国王查爾斯命名（命名当时仍为王子），現時由南極條約體系管理。